# August De Boeck
Julianus Maria August De Boeck (Merchtem, 9 mei 1865 – aldaar, 9 oktober 1937) was een Belgisch componist, organist en muziekpedagoog. Hij was de zoon van de organist en dirigent Florentinus (Flor) De Boeck (1826-1892) en zijn vrouw, van beroep huishoudster, Petronella Amelia Briers.

## Levensloop
De Boeck volgde aanvankelijk muziekles bij de organisten Benoit Vereertbrugghen in Opwijk en Jozef Vastersavendts in Asse. Hij studeerde vanaf 1879 aan het Koninklijk Conservatorium te Brussel orgel bij Alphonse Mailly, van wie hij van 1887 tot 1903 assistent was. Zijn orgelstudie sloot hij in 1891 met het virtuositeitsdiploma. De andere studievakken bij Hubert Ferdinand Kufferath, harmonieleer, contrapunt en fuga sloot hij af in 1889 met onderscheiding af. Verdere docenten waren Joseph Dupont (theoretische harmonie) en Gustave Sandré (praktische harmonie).
Met Paul Gilson was hij goed bevriend. Hoewel zij vrijwel even oud waren, werd De Boeck meestal als leerling van Gilson gezien.
Van 1892 tot 1921 was hij als organist bij enkele kerken werkzaam; van 1892 tot 1894 in de kerk Onze Lieve Vrouw ter Noodt in Merchtem, vanaf 1894 in de St. Bonifatiuskerk in Elsene en van 1900 tot 1921 ook in de kerk van de Karmelieten in Elsene. Zijn vakbekwaamheid en zijn virtuositeit als organist was in heel België bekend.
Van 1909 tot 1920 werkte hij als professor in harmonieleer aan het Koninklijk Vlaams Muziek-Conservatorium te Antwerpen. Daarna werkte hij tot 1930 aan het Koninklijk Muziek-Conservatorium te Brussel. Hij was tevens directeur van het Stedelijk Conservatorium te Mechelen van 1921 tot 1930.
De Boeck schreef niet minder dan 400 composities in bijna alle genres. Samen met Paul Gilson en Lodewijk Mortelmans probeerde August De Boeck zich los te maken van de al te grote invloed van Peter Benoit en hij zocht naar Europese aansluiting, maar dit werd in de Vlaamse muziekwereld als revolutionair beschouwd. Zoals vele van zijn generatiegenoten is De Boeck echter steeds een romanticus gebleven, met een vloeiende, mild- zangerige schrijftrant en een weelderige en kleurrijke instrumentatie. In zijn beginperiode werd hij sterk beïnvloed door de Russische nationale school met Nikolaj Rimski-Korsakov en Aleksander Borodin.
De in 1893 ontstane Rhapsodie Dahoméenne zou de meest gespeelde orkestcompositie van De Boeck worden. Hier bewijst De Boeck dat hij zich de lessen van Paul Gilson en de voorbeelden van de Russische meesters op een heel persoonlijke wijze had eigen gemaakt. Vrij vlug speelde ook het Franse impressionisme een rol. Maurice Ravel verklaarde ooit dat enkele Franse liederen van De Boeck “even mooi waren als die van Gabriel Fauré”.
In tegenstelling tot zijn vriend Paul Gilson wordt De Boeck niet beschouwd als de vader van de Belgische blaasmuziek. De Boeck had bij het schrijven van werken voor harmonie en fanfare een ander doel voor ogen dan Paul Gilson. Hij schreef deze werken vooral om zijn vrienden in de plaatselijke harmonie of fanfare een plezier te doen en niet om het blaasorkest als volwaardige orkestvorm een nieuw en origineel repertoire te geven. Een uitzondering vormt de Fantaisie (1902) voor de Fanfare Wagnérienne, voor de samenspelklas voor koperblazers van het Koninklijk Muziekconservatorium van Brussel. Enkele van De Boecks werken zoals de Dahomeese Rhapsodie en het Impromptu voor klarinet en piano werden voor harmonieorkest bewerkt door enkele militaire kapelmeesters en staan nog steeds op het repertoire.

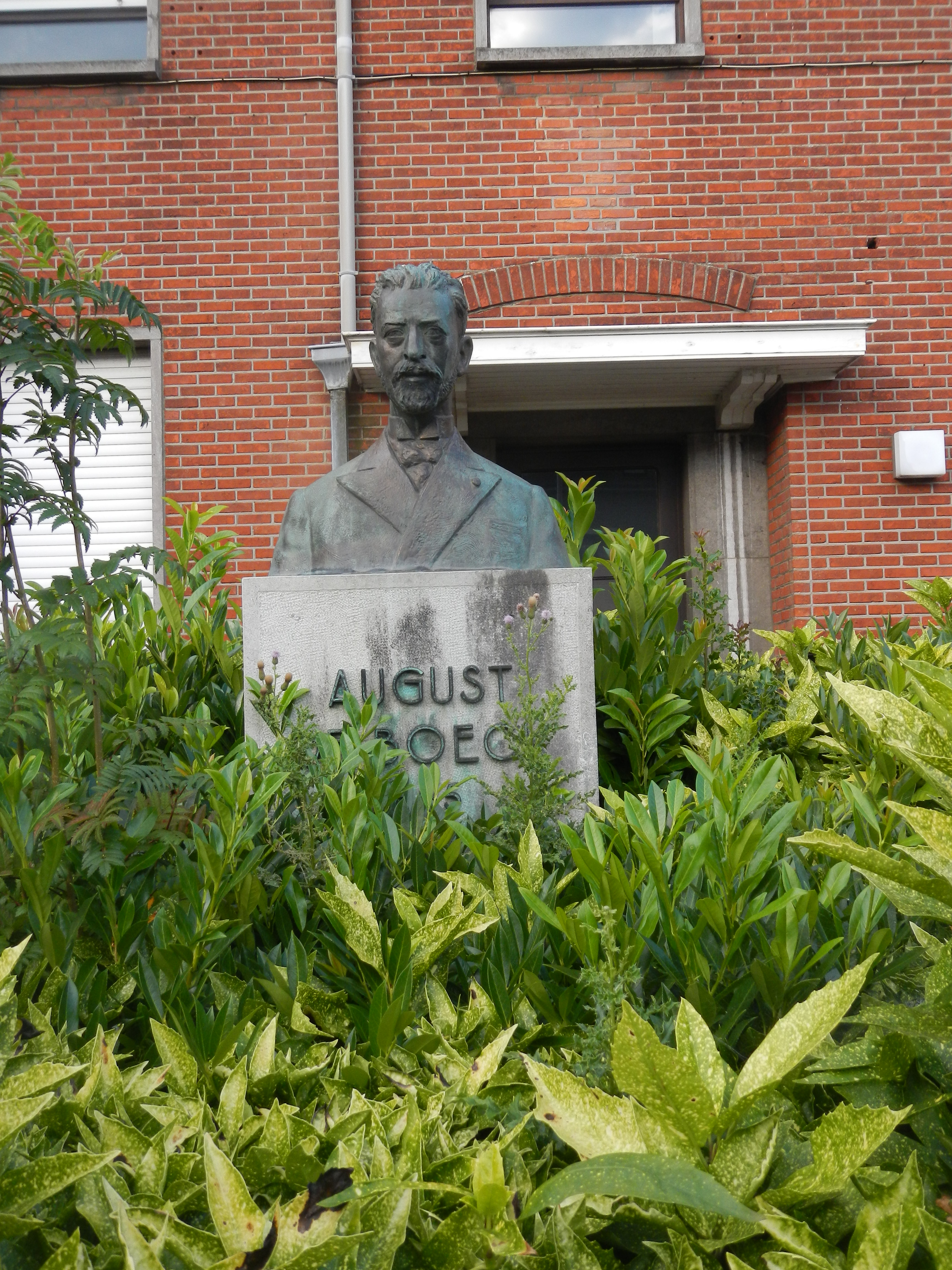
Borstbeeld van A. De Boeck in Merchtem

De Boecks hoedanigheden als mens en als componist vinden zonder twijfel hun oorsprong in het milieu van zijn geboortedorp, waarmee hij zich altijd bleef verbonden voelen. In een zeldzaam interview, enkele dagen voor zijn dood, sprak De Boeck een oordeel uit over de jongeren onder de componisten: "Er zijn veelbelovende krachten. Maar over het algemeen mist hun werk grondige studie. Men meent te vlug dat men het zonder de regels kan doen. Maar men moet ze kennen om ze behoorlijk te overtreden." De Boeck was een levensgenieter met een breugheliaanse humor.
Naar aanleiding van de 75e verjaardag van zijn overlijden nam de gemeente Merchtem het initiatief om een August De Boeckjaar (2011-2012) te organiseren. Er verscheen voor de eerste maal een wetenschappelijke monografie over de componist en een drietal nieuwe CD's met pianomuziek, symfonische muziek en zijn godsdienstige composities.

## Composities

### Werken voor orkest
- 1893 Rhapsodie Dahoméenne (ook voor harmonieorkest)
- 1895 Assepoester, symfonisch gedicht
- 1896 Symfonie in G
- 1923 Fantasie op twee Vlaamse volkswijzen
- 1926 Fantasie voor hobo en orkest
- 1929 Concerto (voor Hans), voor piano en orkest
- 1931 Nocturne, voor orkest
- 1934 Concerto, voor viool en orkest

### Werken voor harmonie- en fanfareorkest
- 1893 Rapsodie dahoméenne
- 1896 Symfonische Suite uit "La Phalène" - "De Nachtvlinder"
  1. Prelude
  2. Andante moderato - Vivace - Valse
  3. Moderato - Scherzando - Allegretto - Adagio
  4. Marche
- 1902 Fantaisie
- 1912 Jubelmars - Marche Jubilaire
- 1929 Excelsior
- 1934 Geuze Lambik
- 1935 Vrijheidsgeest-Libertas
- Ave
- Bever en zoom
- Dyones
- Fanfare
- Floria patri
- Impromptu
- Kapperpolka
- Marche Nuptiale
- Marche Solennelle
- Oomken
- Pan
- Panache
- Pasquinade
- Plechtige Stoet
- Scherzando
- Siskioe
- Snip - Snap
- Soetendael
- Supermarch
- Triplex
- Wals
- Wezenmarch

### Missen, cantates en geestelijke werken
- 1896 Mis in b, vierstemmig koor en orgel, ook bekend en uitgegeven als 'Missa en la bémol'
- 1898 Mis in h, driestemmig koor en orgel
- ca. 1902 Mis in C (Missa in Ut), koor (drie gelijke stemmen of sopraan met drie mannenstemmen) en orgel
- 1910 Gloria Flori, cantate voor kinderkoor en orkest
- 1929 Missa in honorem B.M.V. Perdolentis, voor tweestemmig koor en orgel
- Beiaardiercantate
- Conscience herdacht, cantate
- Mariacantate
- Rodenbachcantate

### Muziektheater

#### Opera's
| Voltooid in | titel                  | aktes   | première                                                 | libretto                                                   |
| ----------- | ---------------------- | ------- | -------------------------------------------------------- | ---------------------------------------------------------- |
| 1901        | Théroigne de Méricourt | 2 aktes | 22 januari 1901, Antwerpen, Nederlandsch Lyrisch Tooneel | Léonce du Castillon                                        |
| 1902        | Winternachtsdroom      | 1 akte  | 20 december 1902, Antwerpen, Vlaamse Opera               | Léonce du Castillon                                        |
| 1904-1906   | De Rijndwergen         | 3 aktes | 6 oktober 1906, Antwerpen, Vlaamsche Opera               | Pol de Mont                                                |
| 1909        | Reinaert de Vos        | 3 aktes | 9 januari 1909, Antwerpen, Vlaamsche Opera               | Raf Verhulst                                               |
| 1921        | La Route d'Emeraude    | 4 aktes | 25 februari 1921, Gent, Théâtre Royal                    | Max Hautier naar de gelijknamige roman van Eugène Demolder |

#### Operette
| Voltooid in | titel       | aktes | première      | libretto      |
| ----------- | ----------- | ----- | ------------- | ------------- |
| 1921        | Papa Poliet |       | 1921, Brussel | Jan Vanderlee |
| 1932        | Totole      |       | 1932, Brussel | A. V. Lions   |

#### Balletten
| Voltooid in | titel                 | aktes | première | libretto | choreografie |
| ----------- | --------------------- | ----- | -------- | -------- | ------------ |
| 1895        | Cendrillon            |       |          |          |              |
| 1896        | La Phalène            |       |          |          |              |
| 1929        | La Tentation du Poète |       |          |          |              |

### Vocale muziek met orkest of instrumenten
- Deux nouvelles Stances, voor mezzosopraan en piano
- Enfantines, vier liederen voor mezzosopraan en piano
- J' avais un coeur, voor bariton solo en orkest
- In het woud, voor sopraan en orkest naar een tekst van G. J. P. van Straaten
- L' église paysanne, voor bariton solo en orkest - tekst: Paul Fierens en Het Kerkske van te Lande in een Nederlandse vertaling van Maurits Sabbe
- Mignonne voor bariton solo en orkest
- Pour tes dents de nacre, voor mezzosopraan en orkest
- Zeven liederen naar gedichten van Jeanne Cuisinier, voor mezzosopraan en piano
  1. Eté
  2. Sonnet
  3. Mystère
  4. Eclosion
  5. Fidélité
  6. Le Don
  7. Elégie
- Soirée de Septembre, voor bariton solo en orkest
- Stances à Marylyse, zes liederen voor mezzosopraan en orkest
- Twee liederen naar gedichten van Charles van Lerberghe, voor mezzosopraan en piano

### Kamermuziek
- 1894 Sonata, voor cello en piano
- Cantilene, voor cello en piano
- Impromptu, voor klarinet en piano
- 1937 Gebed voor viool en klavier (zijn laatste werk)

### Werken voor orgel
- 1897 Trois Pièces
  1. Prélude
  2. Andante
  3. Allegretto
- 1897 Allegro con fuoco
- Marche Nuptiale
- Scherzando

### Biografieën
- Obituary, Musical Times, 1937
- Jozef De Beenhouwer en Frank Teirlinck (redactie), August De Boeck (1865-1937), componist, Gemeente Merchtem, 2011, 464 p., ISBN 978-90-817-7810-7. — Op 23 juni 2012 kreeg dit boek een Gouden Label van Klassiek Centraal.
- Frits Celis, August De Boeck, een eeuwfeest, in: Vlaamse toeristische bibliotheek; 55~56, Antwerpen (Belgien): Vlaamse Toeristenbond 1965. 32 p.
- Andre M. Pols, Het leven van A. De Boeck - "Meesters der toonkunst"; 5, 2e druck, Brussel: D.A.P. Reinaert Uitg. 1966. 43 p.
- Frank Teirlinck, Een schets uit het leven en werk van August De Boeck (1865–1937): Humor brengt de Vlaamse muziek op Europees niveau in: Feestboek: Ter gelegenheid van het laatste galaconcert van de vrienden van De Rode Pomp: 2009. Gent: vzw De Verenigde Cultuurfabrieken, 2009, p. 98.

### Naslagwerken
- Jozef Robijns, Miep Zijlstra: Algemene muziek encyclopedie, Haarlem: De Haan, 1979-1984, ISBN 978-90-228-4930-9
- Music in Belgium: contemporary Belgian composers, Brussels: Manteau, 1964, 158 p.
- Zenei lexikon, Budapest: Zenemukiado Vallalat, 1965
- Paul E. Bierley, William H. Rehrig, The heritage encyclopedia of band music: composers and their music, Westerville, Ohio: Integrity Press, 1991, ISBN 0-918048-08-7
- Paul Frank, Wilhelm Altmann, Kurzgefasstes Tonkünstler Lexikon: für Musiker und Freunde der Musik, Regensburg: Gustave Bosse, 1936, 730 p.
- Paul Frank, Burchard Bulling, Florian Noetzel en Helmut Rosner, Kurzgefasstes Tonkünstler Lexikon - Zweiter Teil: Ergänzungen und Erweiterungen seit 1937, 15. Aufl., Wilhelmshaven: Heinrichshofen, Band 1: A-K. 1974. ISBN 3-7959-0083-2; Band 2: L-Z. 1976. ISBN 3-7959-0087-5
- Victor van Hemel, Voorname belgische toonkunstenaars uit de 18de, 19de en 20ste eeuw, Antwerpen: Cupido-Uitgave, 1958, 84 p.
- Marc Honneger, Dictionnaire de la musique, Paris: Bordas, 1970-76
- L. E. Jooris: Memorial usuel: des musiciens et dilettanti, Bruxelles: Imprimerie A. et C. Denis Preres, 1911
- Pierre V.R. Key, Pierre Key's musical who's who - A biographical survey of contemporary musicians, New York: Pierre Key, 1931, 498 p.
- Charles Leirens, Belgian music, New York: Belgian Government Information Center, 1963
- Gösta Morin, Carl-Allan Moberg en Einar Sundström, Sohlmans musiklexikon - 2. rev. och utvidgade uppl., Stockholm: Sohlman Förlag, 1975-1979, 5 v.
- Joaquín Pena, Higinio Anglés en Miguel Querol Gavalda, Diccionario de la Música LABOR, Barcelona: Editorial Labor, 1954, 2V, 2318P.
- Flavie Roquet, Lexicon Vlaamse componisten geboren na 1800, Roularta Books, Roeselare, 2007, 946 p., ISBN 978-90-867-9090-6
- Stanley Sadie, The new Grove dictionary of music and musicians, Vol. 1-20, London: Macmillan, 1980. ISBN 1-56159-174-2
- Carlo Schmidl, Dizionario universale dei musicisti, Milan: Sonzogno, 1937, 2V p.
- Karel De Schrijver, Bibliografie der Belgische toonkunstenaars sedert 1800, Leuven: Vlaamse drukkerij, 1958, 152 p.
- Michael Scott, The record of singing, 2 vols., London: Gerald Duckworth, 1977. 505 p. ISBN 978-1555531638
- Franz Stieger, Opernlexikon - Teil II: Komponisten. 1, Band A-F, Tutzing: Hans Schneider, 1975-1983, 371 p., ISBN 3-7952-0203-5
- Franz Stieger, Opernlexikon - Teil II: Komponisten. 2, Band G-M, Tutzing: Hans Schneider, 1975-1983, 373-772 p., ISBN 3-7952-0228-0* Wolfgang Suppan, Armin Suppan: Das Neue Lexikon des Blasmusikwesens, 4. Auflage, Freiburg-Tiengen, Blasmusikverlag Schulz GmbH, 1994, ISBN 3-923058-07-1
- Wolfgang Suppan, Das neue Lexikon des Blasmusikwesens, 3. Auflage, Freiburg-Tiengen, Blasmusikverlag Schulz GmbH, 1988, ISBN 3-923058-04-7
- Wolfgang Suppan, Lexikon des Blasmusikwesens, 2. ergänzte und erweiterte Auflage, Freiburg-Tiengen, Blasmusikverlag Fritz Schulz, 1976